# Miss Austrália
O Miss Austrália refere-se ao Miss Universo Austrália, um concurso de beleza da Austrália que envia a vencedora ao concurso Miss Universo, do qual o país participa desde a primeira edição, em 1952, e no qual já acumula duas coroas. a primeira com Kerry Anne Wells em 1972 e a outra com Jennifer Hawkins em 2004. Para a escolha da vencedora nacional são realizadas diversas etapas seletivas nas oito principais províncias do país.
A partir de 2004 o concurso adotou o nome de Miss Universo Austrália.
O atual dono e diretor do concurso é Troy Barbagallo, que antes dirigia o Miss Mundo Austrália.
Nota: há ainda um outro concurso nacional importante chamado Miss World Australia (Miss Mundo Austrália), que envia sua vencedora para o Miss Mundo.

## História
O concurso foi disputado pela primeira vez em 1908, mas apenas a partir de 1954 passou a ser organizado pelo Spastic Centres of Australia, que o realizaria até o ano 2000. Nesta época, era um concurso direcionado para a conscientização sobre as deficiências, ajudando a arrecadar fundos para pessoas deficientes. 
A coroa das vencedoras entre 1965 e 1991, feita em veludo azul e prata incrustrada com 800 pérolas de diferentes tamanhos, faz hoje parte do acervo do Museu Nacional da Austrália.

### Fatos históricos
- Entre os anos de 1952 e 1990 chamava-se Miss Australia Quest e era um concurso voltado para conscientização sobre as pessoas com deficiências;
- Nos anos 1990 o concurso passou por uma renovação e passou a se chamar Miss Australia Awards;
- A Quest entregou a franquia do Miss Austrália em 2000;
- Em fevereiro de 2016 foi anunciado que a WWE-IMG, que então havia comprado o concurso Miss Universo meses antes, tinha escolhido o empresário Troy Barbagallo como novo diretor do concurso. Troy antes dirigia o Miss Mundo Austrália, que passou a ser coordenado por Deborah Miller, que antes dirigia, justo, o Miss Universo Austrália.[2][6][7]

### Objetivo
Em seu "sobre" (about) no website o concurso escreve: "o Miss Universe Australia fornece uma plataforma para as jovens mais bonitas, talentosas, educadas e confiantes do país competirem pela coroa".

## Vencedoras

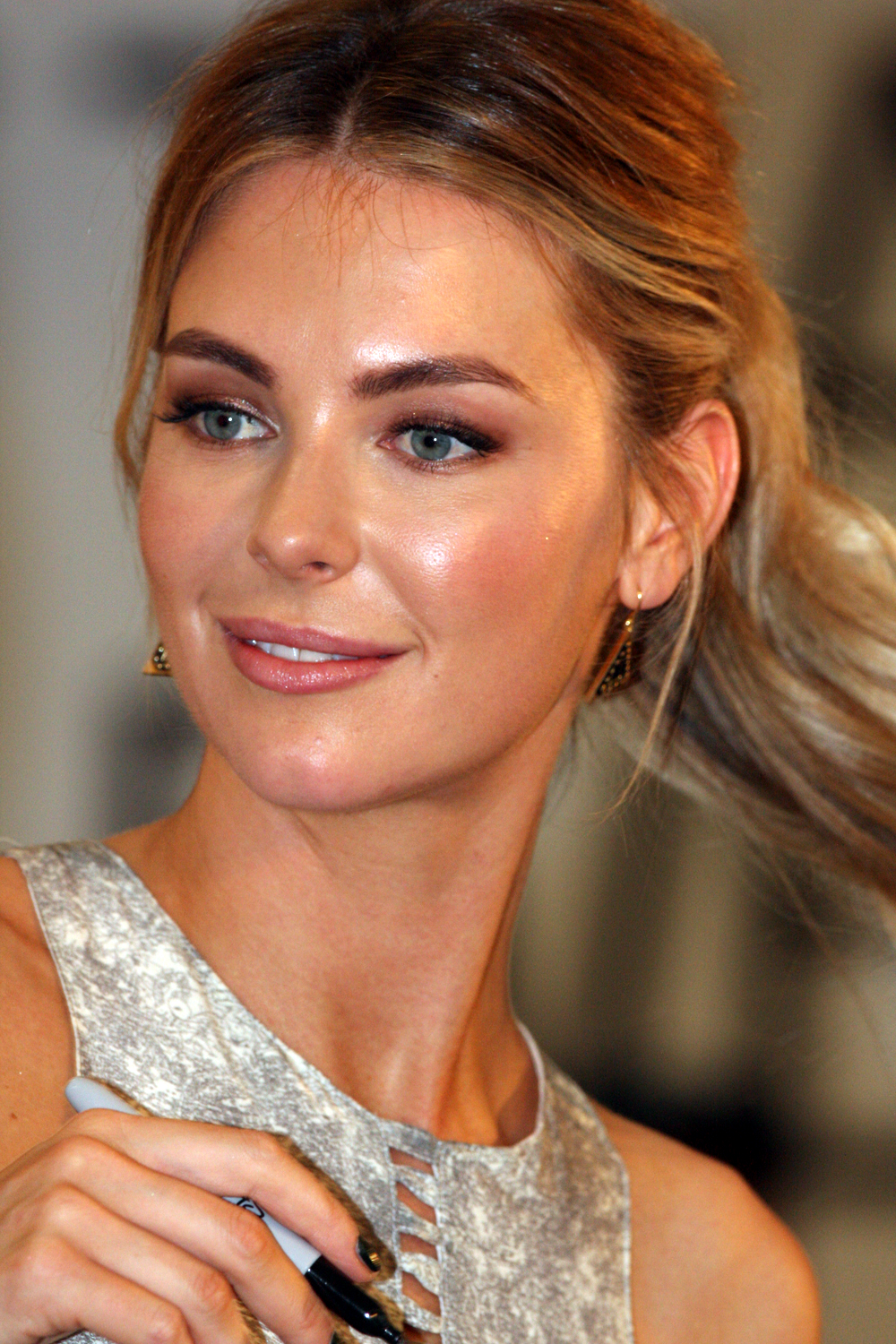
Miss Universo 2004, Jennifer Hawkins, segunda australiana a obter o título internacional para o seu país.

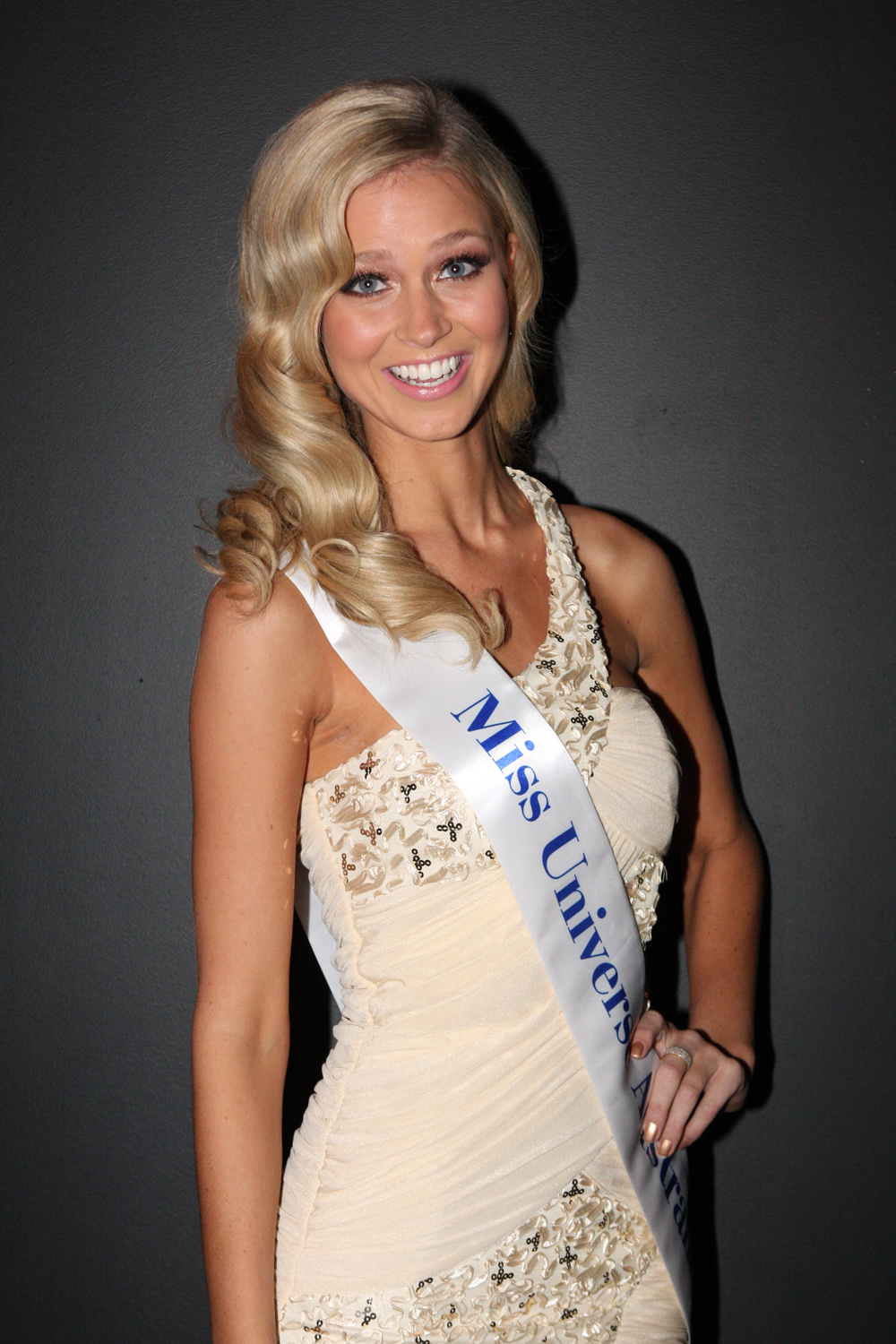
Renae Ayris, Miss Austrália 2012 e quarta colocada no Miss Universo 2012.

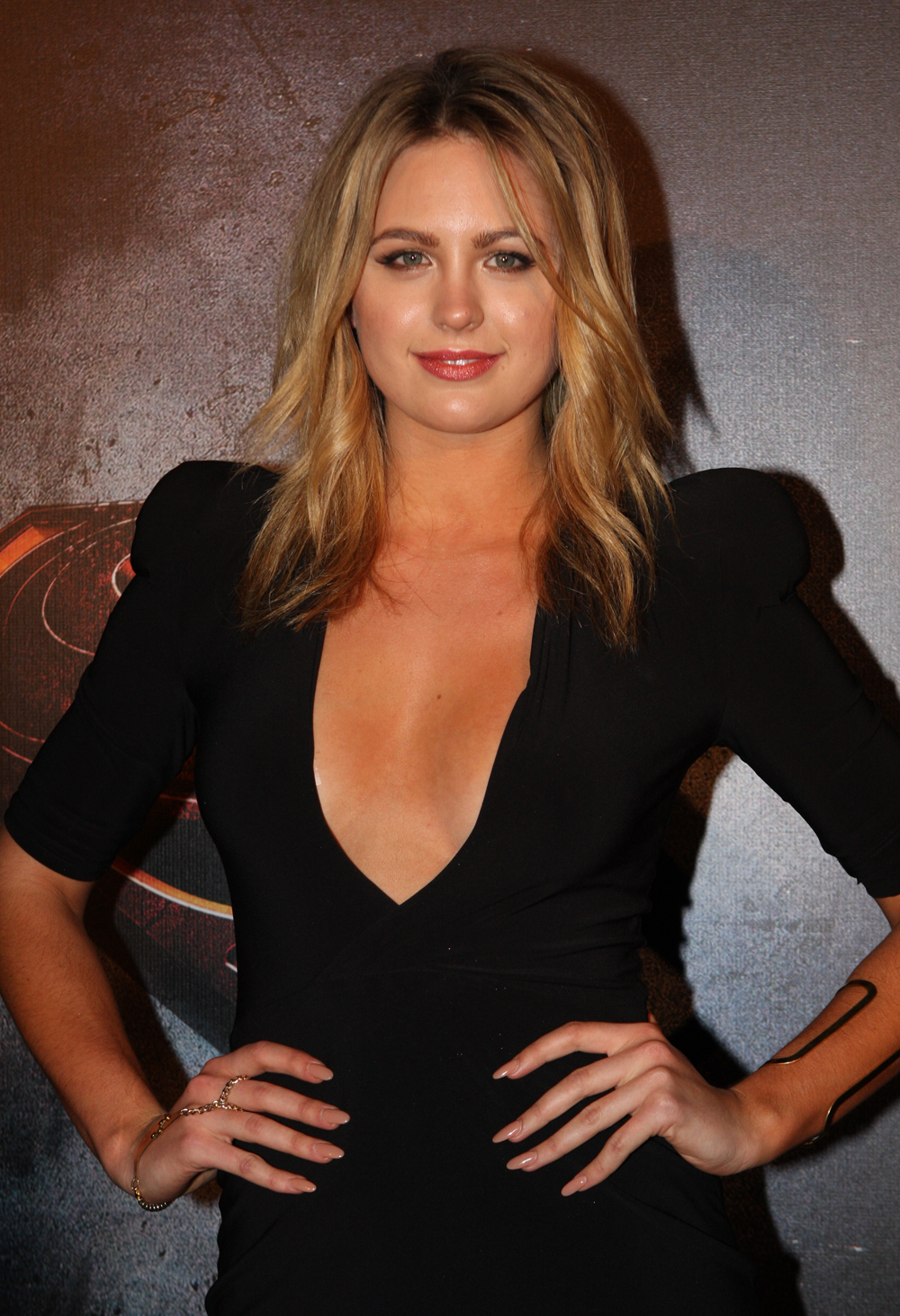
Jesinta Campbell, a Miss Austrália 2010 e terceira colocada no Miss Universo 2010.

| Ano  | Representante           | Estado                      | Colocação              |
| 2020 | Maria Thattil           | Melbourne                   |                        |
| 2019 | Priya Serrao            | Melbourne                   |                        |
| 2018 | Francesca Hung          | Nova Gales do Sul           | Semifinalista (Top 20) |
| 2017 | Olivia Rogers           | Adelaide                    |                        |
| 2016 | Caris Tiivel            | Austrália Ocidental         |                        |
| 2015 | Monika Radulovic        | Nova Gales do Sul           | 5º. Lugar              |
| 2014 | Tegan Martin            | Nova Gales do Sul           | Semifinalista (Top 10) |
| 2013 | Olivia Wells            | Victoria                    |                        |
| 2012 | Renae Ayris             | Austrália Ocidental         | 4º. Lugar              |
| 2011 | Scherri-Lee Biggs       | Austrália Ocidental         | Semifinalista (Top 10) |
| 2010 | Jesinta Campbell        | Queensland                  | 3º. Lugar              |
| 2009 | Rachael Finch           | Queensland                  | 4º. Lugar              |
| 2008 | Laura Dundovic          | Nova Gales do Sul           | Semifinalista (Top 10) |
| 2007 | Kimberley Busteed       | Queensland                  |                        |
| 2006 | Erin McNaught           | Ter. da Capital Australiana |                        |
| 2005 | Michelle Guy            | Austrália Ocidental         |                        |
| 2004 | Jennifer Hawkins        | Nova Gales do Sul           | MISS UNIVERSO 2004     |
| 2003 | Ashlea Talbot           | Nova Gales do Sul           |                        |
| 2002 | Sarah Davies            | Nova Gales do Sul           |                        |
| 2000 | Samantha Frost          | Austrália Ocidental         |                        |
| 1999 | Michelle Shead          | Nova Gales do Sul           |                        |
| 1998 | Renee Henderson         | Queensland                  |                        |
| 1997 | Laura Csortan           | Austrália Meridional        |                        |
| 1996 | Jodie McMullen-Seal     | Nova Gales do Sul           |                        |
| 1995 | Jacqueline Shooter      | Nova Gales do Sul           |                        |
| 1994 | Michelle Van Eimeren    | Queensland                  |                        |
| 1993 | Voni Delfos             | Queensland                  | 4º. Lugar              |
| 1992 | Georgina Denahy         | Victoria                    | Semifinalista (Top 10) |
| 1990 | Charmaine Ware          | Queensland                  |                        |
| 1989 | Karen Wenden            | Nova Gales do Sul           |                        |
| 1988 | Vanessa Lynn Gibson     | Nova Gales do Sul           |                        |
| 1987 | Jennine Susan Leonarder | Nova Gales do Sul           |                        |
| 1986 | Christina Lucinda Bucat | Queensland                  |                        |
| 1985 | Elizabeth Rowly         | Queensland                  |                        |
| 1984 | Donna Rudrum            | Nova Gales do Sul           |                        |
| 1983 | Simone Cox              | Nova Gales do Sul           |                        |
| 1982 | Iou Anne Ronchi         | Austrália Meridional        |                        |
| 1981 | Karen Sang              | Nova Gales do Sul           |                        |
| 1980 | Katrina Judith Rose     | Victoria                    |                        |
| 1979 | Kerry Dunderdale        | Victoria                    |                        |
| 1978 | Beverly Frances Pinder  | Victoria                    |                        |
| 1977 | Jill Maree Minahan      | Victoria                    |                        |
| 1976 | Julie Ismay             | Nova Gales do Sul           | 5º. Lugar              |
| 1975 | Jennifer Matthews       | Nova Gales do Sul           |                        |
| 1974 | Yasmin Nagy             | Victoria                    | Semifinalista (Top 12) |
| 1973 | Susan Mainwaring        | Queensland                  |                        |
| 1972 | Kerry Anne Wells        | Austrália Ocidental         | MISS UNIVERSO 1972     |
| 1971 | Suzanne Rayward         | Nova Gales do Sul           | 2º. Lugar              |
| 1970 | Joan Zealand            | Nova Gales do Sul           | 3º. Lugar              |
| 1969 | Joanne Barret           | Nova Gales do Sul           | 3º. Lugar              |
| 1968 | Laureen Jones           | Nova Gales do Sul           |                        |
| 1965 | Pauline Verey           | Victoria                    | Semifinalista (Top 15) |
| 1964 | Ria Lubyen              | Victoria                    |                        |
| 1958 | Astrid Lindholm         | Austrália Meridional        |                        |
| 1954 | Shirley Bliss           | Nova Gales do Sul           |                        |
| 1953 | Maxine Morgan           | Nova Gales do Sul           | 5º. Lugar              |
| 1952 | Leah McCartney          | Victoria                    |                        |

- Entre os anos de 1955 a 1957 e 1959 a 1963 a Austrália não participou.[carece de fontes?]